# Now That’s What I Call Music! 61
Now That’s What I Call Music! 61 lub Now 61 – sześćdziesiąty pierwszy album z brytyjskiej serii Now!, wydany w 2005 roku.

## Lista utworów

### Dysk 1
1. James Blunt: „You’re Beautiful”
2. 2Pac featuring Elton John: „Ghetto Gospel”
3. Coldplay: „Speed of Sound”
4. Gorillaz featuring De La Soul: „Feel Good Inc.”
5. The Black Eyed Peas: „Don’t Phunk with My Heart”
6. Audio Bullys featuring Nancy Sinatra: „Shot You Down”
7. Jem: „They”
8. Natalie Imbruglia: „Shiver”
9. KT Tunstall: „Other Side Of The World”
10. Oasis: „Lyla”
11. Razorlight: „Somewhere Else”
12. Bodyrockers: „I Like The Way (You Move)”
13. Kaiser Chiefs: „Everyday I Love You Less and Less”
14. Caesars: „Jerk It Out”
15. The Killers: „Smile Like You Mean It”
16. Hard-Fi: „Hard to Beat”
17. Weezer: „Beverly Hills”
18. Rob Thomas: „Lonely No More”
19. The Magic Numbers: „Forever Lost”
20. Jack Johnson: „Good People”
21. U2: „Sometimes You Can’t Make It on Your Own”

### Dysk 2
1. Akon: „Lonely”
2. Mario: „Let Me Love You”
3. Gwen Stefani featuring Eve: „Rich Girl”
4. Will Smith: „Switch”
5. M.V.P.: „Roc Ya Body (Mic Check 1 2)”
6. Mariah Carey: „It’s Like That”
7. Nelly: „N Dey Say”
8. Bobby Valentino: „Slow Down”
9. Faith Evans: „Again”
10. Joss Stone: „Don’t Cha Wanna Ride”
11. Roll Deep: „The Avenue”
12. Charlotte Church: „Crazy Chick”
13. Rachel Stevens: „So Good”
14. Inaya Day: „Nasty Girl”
15. Deep Dish: „Say Hello”
16. Freeloaders featuring The Real Thing: „So Much Love to Give”
17. Kylie Minogue: „Giving You Up”
18. Girls Aloud: „Wake Me Up”
19. Crazy Frog: „Axel F”
20. Tony Christie: „Avenues And Alleyways”
21. McFly: „You’ve Got a Friend”
22. Heather Small: „Proud”